# Powers Field at Princeton Stadium
O Princeton University Stadium é um estádio localizado em Princeton, Nova Jersey, Estados Unidos, possui capacidade total para 27.773 pessoas, é a casa do time de futebol americano universitário Princeton Tigers da Universidade de Princeton. O estádio foi inaugurado em 1997.